# 공주금학초등학교
공주금학초등학교는 대한민국 충청남도 공주시에 있는 공립 초등학교이다.

## 학교 연혁
- 1940. 05. 15 공주금학공립심상소학교 설립 인가
- 1940. 05. 27 개교 3학급 편성
- 1941. 04. 01 교명 개칭 - 공주금학공립국민학교
- 1946. 03. 01 교명 개칭 - 공주제2국민학교
- 1946. 03. 18 제1회 졸업식(64명)
- 1948. 03. 03 교명 개칭 - 공주금학국민학교
- 1981. 03. 11 병설유치원 설립 개원
- 1992. 11. 07 군지정 유아교육 시범학교 운영 보고
- 1994. 10. 24 다목적 교실 증축(60평)
- 1996. 03. 01 교명 개칭 - 공주금학초등학교
- 1999. 06. 30 교육부지정 인성교육 자율시범학교 보고(2년간)
- 2000. 03. 02 유치원 전용교실 개축
- 2002. 02. 19 학내망(LAN) 구축
- 2003. 10. 30 다목적교실 증축(2실)
- 2004. 12. 01 디지털 도서관 확장 리모델링
- 2005. 01. 16 2004웅진독서교육대상 표창(교육장)
- 2010. 06. 24 금비관(급식실 및 다목적 강당) 개관
- 2014. 02. 14 제69회 졸업식(5,256명)
- 2015. 02. 13 제70회 졸업식(5,274명)
- 2015. 03. 02 초등학교 7학급. 유치원 1학급 편성

## 참고 자료
- 공주금학초등학교 - 한국교육학술정보원 학교알리미